# Mark Farmer
Pour les articles homonymes, voir Farmer.
Mark Farmer est un encreur et scénariste de comics britannique.

## Biographie
Mark Farmer est surtout connu pour sa collaboration régulière avec Alan Davis, à partir de 1991 (Batman: Full Circle), pour qui il a scénarisé Gen13 Bootleg 1 et 2 et Superboy's Legion.
Outre Alan Davis, il a aussi encré, entre autres et pour les plus connus :
- plusieurs séries 2000 AD (Future Shocks, Slaine),
- Mike Collins (Captain Britain UK magazine),
- Dave Gibbons (Green Lantern),
- Gil Kane (Green Lantern Corps #224),
- Sal Velluto (Moon Knight),
- Bill Reinhold (Punisher),
- Larry Stroman (Alien Legion),
- Dale Keown (Incredible Hulk),
- Adam Hughes (Legionnaires 7, Gen13 Ordinary Heroes 1 et 2, WildCATS/X-Men : The Modern Age),
- Adam Kubert (Incredible Hulk, Wolverine),
- Larry Stroman (Punisher/Black Widow GN),
- Plusieurs numéros de Legion of Super Heroes,
- John Byrne (Superman: True Brit),
- Eric Powell (Marvel Monsters: Devil Dinosaur).

## Récompenses
- 2012 : Prix Inkwell du meilleur encreur